# Tilatou
Tilatou là một thị trấn thuộc tỉnh Batna, Algérie. Dân số thời điểm năm 2002 là 2.367 người.